# Liste von Malern/N
Die folgende Liste führt möglichst umfassend Maler aller Epochen auf.
Die Liste ist soweit vorhanden alphabetisch nach Nachnamen geordnet.
Eine weitere Liste enthält namentlich nicht bekannte Maler mit Notnamen.

## Na...
Naager, Franz (1870–1942)
Nagasawa Rosetsu (1754–1799), Japan
Nagel, Hanna (1907–1975), Deutschland (Neue Sachlichkeit)
Nagel, Otto (1894–1967)
Nagel, Peter (* 1941)
Nagel, Wilhelm Heinrich (genannt Bill Nagel) (1888–1967), Deutschland
Nagel, Valentin (1891–1942), Deutschland (synthetischer Kubismus und Neue Sachlichkeit)
Nägele, Reinhold (1884–1972)
Nainsukh (1710–1778), Indien
Naiveu, Matthys (1647–1721), Niederlande
Nakajima, Hiroyuki (* 1956), Japan
Nampitjin, Eubena (1921–2013)
Nanteuil, Robert (um 1620–1678), Frankreich
Nantke, Kurt (1900–1979)
Nara, Yoshitomo (* 1959), Japan
Nash, Paul (1889–1946)
Nasini, Giuseppe Nicola (1657–1736), Italien
Nass, Willi (1899–1966)
Nathusius, Susanne von (1850–1929), Deutschland
Natoire, Charles-Joseph (1700–1777)
Nattier, Jean-Marc (1685–1766)
Natus, Johannes (tätig zwischen 1658 und 1662)
Naue Julius (1833–1907)
Nauen, Heinrich (1880–1940)
Nauen, Paul (1859–1932)
Nauman, Bruce (* 1941)
Naumann, Horst (1908–1990)
Navarre, Marie-Geneviéve (1737–1795), Frankreich
Navarrete Juan Fernández (1526–1579)
Nay, Ernst Wilhelm (1902–1968)
Nazari, Bartolomeo (1693–1758), Italien

## Ne... bis Ni...
Nebel, Otto (1892–1973)
Neder, Johann Michael (1807–1882)
Neeffs, Peeter (der Ältere) (1577–1655)
Neel, Alice (1900–1984), USA
Neer, Aert van der (1603/04–1677)
Negroni, Pietro, genannt il Zingarello (* um 1505 oder 1515/1520), Italien (Neapel)
Neher, Bernhard von (1806–1886)
Neher, Michael (1798–1876),
Neide, Emil (1843–1908)
Nemes, Endre (1909–1985)
Nerenz, Wilhelm (1804–1871)
Nerlich, Georg (1892–1982)
Nerlinger, Oskar (1893–1969)
Nerly, Friedrich von (1807–1878)
Neroni, Bartolomeo (1505–1571), Italien
Nery, Ismael (1900–1934), Brasilien
Nery, Wega (1912–2007), Brasilien
Nesch, Rolf (1893–1975)
Netscher, Caspar (1639–1684)
Neubert, Hans (1924–2011)
Neufchâtel, Nicolas (1527–1590)
Neuman, Robert S. (1926–2015), USA
Neumann, Max (1885–1973)
Neumann, Max (* 1949)
Neureuther, Eugen Napoleon (1806–1882)
Neuschul, Ernest (1895–1968)
Neuville, Alphonse de (1836–1885)
Nevelson, Louise (1899–1988)
Newman, Barnett (1905–1970)
Ni Zan (1301/06–1374), China
Nicholson, Ben (1894–1982)
Nickel, Walter (1930–2015)
Nickisch, Alfred (1872–1948)
Nicolaus, Karl (1928–1988)
Niebert, Burkhard (* 1942)
Nieblich, Wolfgang (* 1948)
Niemelä, Jaakko (* 1959), Finnland
Niemeyer-Holstein, Otto (1896–1984)
Nienstedt, Sigrid (* 1962)
Niepel, Irene (* 1955)
Niestlé, Jean-Bloé (1884–1942)
Nieulandt, Adriaen van (1587–1658), Niederlande
Nieuwenhuys, Jan (1922–1986), Niederlande
Nigg, Joseph (1782–1863), Österreich
Nigl, Gerald (* 1966), Österreich
Nilson, Johann Esaias (Deutscher, 1721–1788)
Niño, Jairo Aníbal (1941–2010), Kolumbien
Nishizawa, Chiharu (1970-), Japan
Nitsch, Hermann (1938–2022), Österreich

## No... bis Ny...
Noack, Carl (1873–1959), Deutschland
Noack, Christian Karl (August) (1822–1905), deutscher Kunstmaler, Porträtist, Historienmaler
Nocret, Jean (1615–1672), Frankreich
Noda Hideo (1908–1939), Japan
Noé, Luis Felipe (1933–2025), Argentinien
Noël, Georges (1924–2010)
Nogari, Giuseppe (1699–1766), Venedig
Noguchi, Isamu (1904–1988)
Noir, Thierry (* 1958)
Nolan, Sir Sidney (1917–1992)
Noland, Kenneth (1924–2010)
Nolde, Emil (1867–1956)
Nolde, Karl (1904–?)
Nölken, Franz (1884–1918)
Nolte, Nina (* 1957)
Nonnenbruch, Max (1857–1922), Deutschland
Nooms, Reinier (1623–1688)
Nordgren Anna (1847–1916)
Nørgård, Lars (* 1956)
Normann, Adelsteen (1848–1918)
Notke, Bernt (um 1435-vor dem 12. Mai 1509)
Notker Physicus von St. Gallen, (um 975)
Novelli, Pietro (1603–1647), Sizilien
Novelli, Pietro Antonio (1568–1625), Sizilien
Novelli, Rosalia (* 1628), Sizilien
Nowak, Hans (1922–1996) deutscher Künstler, Maler und Skulpteur
Nowak, Otto  (1874–1945), Österreich
Nückel, Otto (1888–1955), deutscher Maler, Grafiker, Karikaturist
Nupen, Kjell (1955–2014), norwegischer Maler
Nussbaum, Felix (1904–1944)
Nussbaum, Jakob (1873–1936)
Nuvolone, Carlo Francesco (ca. 1608–1661), Italien
Nuvolone, Giuseppe (1619–1703), Italien
Nuvolone, Panfilo (ca. 1578–1651), Italien
Nuzzi, Mario, gen. Mario de’ Fiori (1603–1673), Italien
Nyitray, Daniel (1890–1971)
Nyström, Jenny (1854–1946), Schweden